# دين موني
دين موني (بالإنجليزية: Dean Mooney)‏ (24 يوليو 1956 في المملكة المتحدة - ) هو لاعب كرة قدم بريطاني في مركز الهجوم. لعب مع غايس غوتنبرغ ونادي بورنموث ونادي توركي يونايتد ونادي ليتون أورينت وIF Viken ‏ ونادي فاسالوندس وRoad-Sea Southampton F.C. ‏ وTrowbridge Town F.C. ‏ وWalthamstow Avenue F.C. ‏ وSK Haugar ‏.